# Simonne Creyf
Simonne Marguerite H. Creyf (Brugge, 24 mei 1946 – Kessel-Lo, 8 maart 2025) was een Belgisch christendemocratisch politica voor de CVP / CD&V.

## Levensloop
Ze groeide op in een Brugs arbeidersgezin. Ze studeerde in 1969 als licentiate in de pedagogische wetenschappen af aan de Katholieke Universiteit Leuven en werkte van 1969 tot 1986 bij de KAV; eerst als verantwoordelijke voor de gezinswerking en de jonge vrouwenwerking en vanaf 1974 als hoofd van de studiedienst. Vervolgens was ze van 1986 tot 1988 woordvoerder van Rika Steyaert, minister in de Vlaamse Executieve, en van 1988 tot 1989 adjunct-kabinetschef van Vlaams minister Theo Kelchtermans. Ook werd ze lid van het politiek comité en het bestuur van het ACW.
Bij de verkiezingen van december 1987 stond Creyf op de zesde plaats van de CVP-Kamerlijst voor de kieskring Brussel-Halle-Vilvoorde. Tegen de verwachtingen van de partij in werd ze echter niet verkozen, waarna het partijbestuur afsprak dat Creyf in mei 1989 Nora Staels-Dompas zou opvolgen als gecoöpteerd senator. Staels-Dompas weigerde zich evenwel aan de afspraak te houden en bleef de hele legislatuur lang aan als senator, waardoor Creyf de haar beloofde Senaatszetel in rook zag opgaan. Enkele maanden later, op 18 juni 1989, werd ze verkozen tot lid van de Brusselse Hoofdstedelijke Raad, waar ze zetelde van 12 juli 1989 tot 20 mei 1995. Tezelfdertijd zetelde ze in de Raad van de Vlaamse Gemeenschapscommissie, die bevoegd is voor de Vlaamse gemeenschapsbevoegdheden in Brussel, waarvan ze van 1989 tot 1995 de ondervoorzitter was. In het Brussels Parlement zetelde Creyf in de commissie Leefmilieu, Natuurbehoud en Waterbeleid en was ze voorzitter van de commissie Binnenlandse Zaken en Lokale Besturen. 
Van 24 november 1991 tot 20 mei 1995 zetelde Creyf eveneens als rechtstreeks verkozen senator voor het arrondissement Brussel in de Senaat. Ze zetelde er in de commissies Volksgezondheid en Leefmilieu en Economische Aangelegenheden en was eerste ondervoorzitter van de commissie Onderwijs en Wetenschap. Als gevolg van het toen bestaande dubbelmandaat had ze in de periode januari 1992-mei 1995 ook zitting in de Vlaamse Raad, waar ze actief was in de commissies Cultuur (tot oktober 1992) en Welzijn en Gezondheid. Vervolgens zetelde ze van 21 mei 1995 tot 9 juni 2007 voor de kieskring Brussel-Halle-Vilvoorde in de  Kamer van volksvertegenwoordigers, waar ze lid was van de commissies Bedrijfsleven, Wetenschapsbeleid, Onderwijs, Nationale Wetenschappelijke en Culturele Instellingen, Middenstand en Landbouw (1995-2003) en Handels- en Economisch Recht (2003-2007) en van 2003 tot 2007 voorzitter was van het adviescomité voor wetenschappelijke en technologische vraagstukken. Ook legde ze zich er toe op het beleid rond dierenwelzijn en consumentenbescherming. Bij de verkiezingen van juni 2007 kwam Creyf niet meer op.
Van 2009 tot 2016 was ze lid van de raad van bestuur van het Federaal Agentschap voor Nucleaire Controle (FANC). In die hoedanigheid zetelde ze in het strategisch comité van die raad. In de Kamer was nucleaire veiligheid een van haar specialisaties. Verder was ze:
- bestuurder van het Festival van Vlaanderen Brussel,
- bestuurder van de Katholieke Universiteit Brussel,
- bestuurder van ACW Brussel-Halle-Vilvoorde,
- bestuurder van ACW Woluwe,
- bestuurder van Paleis vzw.

Ze was officier in de Leopoldsorde.